# Стук в двигателе

Два фронта пламени в камере сгорания, один из которых (слева) вызван преждевременным самовоспламенением

Сту́к в дви́гателе (англ. engine knock) возникает при быстром (взрывном) сгорании топливо-воздушной смеси в цилиндре двигателя внутреннего сгорания. На слух он воспринимается как металлический «звон» или стук. Это нежелательный режим работы двигателя, так как в цилиндре возникает повышенное давление и перегрев, и элементы конструкции цилиндра испытывают повышенные нагрузки, на которые они не рассчитаны, мощность двигателя снижается, а выбросы вредных веществ возрастают. При интенсивном воздействии эти нагрузки быстро приводят к повреждению цилиндра и неисправности двигателя. 
Стук в двигателе иногда называют детонацией или детонационным сгоранием смеси, однако это название не отражает физику явления. Сгорание смеси в цилиндре двигателя, как при поджигании искрой, так и при преждевременном самовоспламенении смеси в горячих очагах, как правило, не сопровождается образованием детонационных волн. В соответствии с амплитудой волн давления, возникающих в цилиндре при быстром сгорании смеси, различают нормальный режим горения (без стука) и режим, в котором возникает стук. Последний режим, в свою очередь, подразделяется на обычный стук (англ. conventional knock) различной интенсивности и детонационный стук (англ. super-knock или deto-knock) согласно пиковым значениям давления. Детонационный стук является особенно нежелательным, так как давление, возникающее в волне детонационного сгорания, может сразу разрушить цилиндр.
Возникновение стука связывается с эффектами аномального горения смеси в цилиндре: самовоспламенением смеси до её зажигания искрой или пристеночным воспламенением горячими элементами конструкции или посторонними частицами в цилиндре. Вероятность возникновения стука повышается с увеличением степени сжатия и нагрузки на двигатель, а также с уменьшением октанового числа топлива. Для предотвращения стука применяются электронные системы управления зажиганием, а в топливо добавляют антидетонационные присадки, такие как ММА (монометиланилин) или МТБЭ (метил-трет-бутиловый эфир), в прошлом в этих целях широко использовали тетраэтилсвинец.

## Причины
При сжатии поршнем топливовоздушная смесь значительно нагревается (адиабатическое сжатие), что и обеспечивает лёгкость её воспламенения электрическим разрядом на свече зажигания. При нормальном характере горения в цилиндре фронт воспламенения распространяется в заряде топливовоздушной смеси за счёт тепловой конвекции: свежие слои топливовоздушной смеси воспламеняются за счёт нагрева фронтом реакции, кроме того процесс горения инициируется свободными радикалами — продуктами реакции во фронте воспламенения. Это относительно медленный процесс, поэтому фронт спокойного горения стационарной смеси распространяется не быстрее 0,2—0,3 м/сек, то есть, с дозвуковой скоростью.
В работающем двигателе смесь не является стационарной, она очень быстро и турбулентно перемещается со скоростями, имеющими тот же порядок величины, что и скорости движения сопряжённых деталей (поршней, или их аналогов). Поэтому фронт горения фактически распространяется от свечи к периферии со скоростью порядка единиц-десятков метров в секунду (дозвуковая скорость). При этом, естественно, повышается температура и давление в камере сгорания, но повышаются равномерно по всему объёму.
При детонации начало распространения фронта горения также повышает температуру и давление в камере сгорания, но этот скачок вызывает воспламенение топливовоздушной смеси уже не теплопроводностью от фронта пламени, а от самого скачка температуры и давления (ударной волны), которая двигается со сверхзвуковой скоростью (относительно скорости звука в воздухе, в цилиндре воспламенение происходит со скоростью звука в сжатом и нагретом газе камеры сгорания), поэтому повышение давления не успевает равномерно распространиться по всему объёму, а концентрируется в зоне фронта ударной волны, где достигает очень больших величин, поддерживающих эту волну далее. Скорость фронта ударной волны составляет порядка сотен и тысяч метров в секунду. Явление сходно со взрывом, близким к бризантному. Эта ударная волна, натолкнувшись на стенки, создаёт очень большие локальные нагрузки в металле, характерный металлический звук, и при длительном действии может вызвать тяжелые повреждения в двигателе.
Детонационное сгорание возникает, если в силу каких-то причин чрезмерно повышается скорость движения фронта горения, который начинает самоускоряться, быстро доходя до сверхзвуковых скоростей. Такими причинами могут быть чрезмерный нагрев топливовоздушной смеси (в силу различных причин), а также свойства топлива (как изначальные, так и формируемые в ходе рабочего цикла), понижающие его температуру воспламенения (например, из-за накопления органических пероксидов в ещё несгоревшей части топливной смеси). Детонационное сгорание возникает, когда для воспламенения достаточно только фронта сжатия, идущего от воспламенённого участка (можно называть скачком давления, распространяющегося от точки инициации смеси).
Практически, факторами, приводящими к детонации, являются: слишком ранний момент зажигания (давление и температура избыточны); перегрев двигателя, недостаточная детонационная стойкость моторного топлива; снижение детонационной стойкости топливовоздушной смеси при значительном попадании моторного масла в камеру сгорания; избыточные отложения нагара, который может увеличить степень сжатия. 
 Стойкость топлив к детонации повышают антидетонаторы (например, метил-трет-бутиловый эфир — который разрешён к применению, или тетраэтилсвинец, который запрещён для автомобилей, и другие добавки).

## Датчики стука
Для обнаружения стука в двигателе внутреннего сгорания, на блоке цилиндров размещаются специальные  датчики детонации (англ. knock sensor). Часто роль датчика детонации исполняет пьезоэлемент, который, фактически, представляет собой акустический микрофон. Сильные колебания, возникающие при детонации, передаются через стенку блока цилиндров на датчик, и чем сильнее вибрация, тем больше амплитуда генерируемого электрического сигнала. Сигнал с датчика обрабатывается электронным блоком управления двигателя (ЭБУ) на двигателях с инжекторной системой подачи топлива. В случае обнаружения детонации, ЭБУ уменьшает угол опережения зажигания (УОЗ) до более безопасного значения.
Электронный блок управления выбирает оптимальный УОЗ исходя из октанового числа топлива, нагрузки на двигатель и наблюдаемых условий возникновения детонации, что позволяет добиться наиболее полного сжигания топливо-воздушной смеси в цилиндрах и увеличения мощности.

## Детонация и иные явления
Детонацию не следует путать с другим отчасти похожим процессом, который носит название калильного зажигания. В отличие от детонации, возникающей на переходных режимах работы двигателя при разгоне, калильное зажигание возникает при постоянной работе двигателя в режиме, близком к полной мощности. Симптомы его отчасти схожи — стуки в двигателе, внезапные провалы тяги под нагрузкой. Однако природа его иная и состоит в спонтанном самовоспламенении топлива без участия искры при контакте с раскалёнными до температуры в 850…900° С тепловым конусом изолятора свечи зажигания, другими её частями, тарелкой выпускного клапана, локальным дефектом обработки или скоплением нагара на стенке камеры сгорания. Детонационного сгорания при этом не происходит, а происходит лишь смещение момента воспламенения рабочей смеси, примерно как при неправильно выставленном опережении зажигания, а также нарушение предусмотренного конструкторами характера распространения фронта пламени в камере сгорания (из-за того, что её поджиг производится в другой точке). В пределе это может привести к повреждению двигателя — оплавлению свечи, перегреву поршня, прогару выпускных клапанов, но в целом калильное зажигание не столь разрушительно, как детонация. Калильное зажигание устраняется установкой более «холодных» свечей зажигания (с высоким калильным числом, коротким тепловым конусом и хорошим теплоотводом).
Не следует путать детонацию и с иногда встречающимся на карбюраторных моторах явлением самопроизвольной работы двигателя с неустойчивыми оборотами после выключения зажигания (самовоспламенение топлива, «дизелинг»). Сущность его в самовоспламенении подаваемой в цилиндр топливовоздушной смеси, происходящем при вращении коленчатого вала с низкой частотой, продолжающемся после выключения зажигания по инерции. При такой низкой частоте вращения коленвала и, соответственно, скорости движения поршня парам бензина в цилиндре порой хватает времени для того, чтобы самовоспламениться в конце такта сжатия. Их вспышка толкает поршень, который в свою очередь проворачивает коленчатый вал ещё на несколько оборотов. После замедления его вращения возможно повторение процесса, в результате чего возникает иллюзия, что мотор продолжает работать, хотя на самом деле зажигание выключено и частота обращения коленчатого вала намного ниже, чем при холостом ходе, да к тому же не постоянна, поскольку вспышки в цилиндрах (или даже одном единственном цилиндре) происходят нерегулярно. Особенно вероятно возникновение данного явления на новом или недавно отремонтированном двигателе с хорошей компрессией либо на моторе, у которого степень сжатия по причинам технологического характера немного отличается от паспортной в большую сторону (находится в верхней границе технологического допуска). Ничего общего с детонацией или калильным зажиганием это явление не имеет и, в отличие от них, практически безвредно для двигателя, хотя и доставляет беспокойство водителю. Наиболее радикальный способ борьбы с ним — отключение подачи топлива после выключения зажигания за счёт клапана в топливной магистрали.

### Обзоры
Wang Zhi, Liu Hui, Reitz R. D. Knocking combustion in spark-ignition engines // Progress in Energy and Combustion Science. — 2017. — Vol. 61. — P. 78—112. — ISSN 0360-1285. — doi:10.1016/j.pecs.2017.03.004.